# 1330
1330 (MCCCXXX) je bilo navadno leto, ki se je po julijanskem koledarju začelo na ponedeljek.

## Dogodki

### Osamosvojitev angleškega kralja Edvarda III.
- 4. marec - Westminster: kronanje Filipe Hainauške za angleško kraljico.
- 19. marec - V politično spletko, ki jo je pripravil regent Roger Mortimer, 1. grof March, se ujame stric angleškega kralja Edmund Woodstock, 1. grof Kent. Kralj Edvard III. se distancira od pomilostitve ujetega strica, saj še vedno ni prepričan o smrti očeta Edvarda II.. Zanimivo je, da ceh rabljev ni bil pripravljen izvršiti smrtne kazni, zato si je Mortimer našel nekega obsojenega morilca, ki ga je po izvršeni smrtni kazni pomilostil.
- 15. junij - Z rojstvom angleškega kronskega princa Edvarda Woodstoškega[1] se nepopravljivo zaostri sovraštvo med angleškim kraljem Edvardom III. in regentom Rogerjem Mortimerjem, ki je vladal s pomočjo kraljice-matere Izabele Francoske. Kralj sprevidi, da lahko gre po poti svojega očeta Edvarda II. v primeru, če se Mortimer polasti njegovega sina in ga razglasi za kralja. ↓
- 19. oktober → Nottingham: skupina zaupnikov kralja Edvarda III. pod vodstvom grofa Salisburyja Williama Montaguja aretira regenta Rogerja Mortimerja in kraljico-mater Izabelo.
- 29. november - 18 letni Edvard III. brez sodnega procesa z obešenjem usmrti Rogerja Mortimerja in s tem končno samostojno zavlada Angliji. Usmrtitev je razmeroma milostna, saj je za veleizdajalce navadno predpisana dosti bolj brutalna tortura Hanged, drawn and quartered. Da ne bi prizadel javne podobe kraljeve družine, Edvard III. svojo mater distancira od Rogerja Mortimerja in jo napravi za njegovo žrtev. Nato mater Izabelo zapre v hišni zapor, kjer ona doživi živčni zlom, vendar si sčasoma opomore in bolj umirjeno vključi nazaj v dvorno življenje. 1332 ↔

### Bolgarsko-srbska vojna 1329-30
- julij - Bolgarski car Mihael Asen III. na vsak način hoče vojno s sosednjo Srbijo in srbskim kraljem Štefanom Dečanskim. Načrt je, da bi Srbijo uničil s pomočjo Bizantincev, ki bi napredovali z juga, Bolgari pa z zahoda. Tega meseca Bolgari zasedejo Makedonijo in čakajo, da se jim pridružijo Bizantinci. V interesu srbskega kralja Štefana Dečanskega je, da na vsak način prepreči združitev vojsk. Medtem se bizantinski cesar Andronik III. Paleolog odloči, da bo počakal na izid neizogibne bitke. ↓
- 24. julij → Vojski se srečata pri Velbaždu, vendar zaradi nezaščitenega zaledja na obeh straneh nobena ne tvega prve poteze, zato čakata na okrepitve. ↓
- 27. julij → Srbski kronski princ Dušan privede srbski vojski okrepitve več kot 1000 težko oboroženih katalonskih najemnikov in s tem nagne tehtnico pripravljenosti na srbsko stran. Bolgarska vojska ima težave z oskrbo in veliko se jih raztepe po bližnjih naseljih. Ni povsem gotovo, zakaj ni okrepitev privedel brat bolgarskega carja Belaur. ↓
- 28. julij → Bitka pri Velbuždi: srbska vojska izkoristi številčnost in v bitki odločujoče porazi Bolgare. Ujet in smrtno ranjen je tudi car Mihael III., ki tri dni kasneje podleže ranam. ↓
- 30. julij → Bolgarska rezerva pod vodstvom Belaurja poskuša rešiti, kar se rešiti da in zablokira prehode v notranjost Bolgarije ter naposled sklene mirovni sporazum s srbskim kraljem Štefanom Dušanom. ↓
- 31. julij → Po smrti bolgarskega carja Mihaela Asena III.[2] v skladu z mirovnim dogovorom s Srbi Bolgarijo nasledi njegov starejši sin Ivan Štefan, ki je hkrati nečak srbskega kralja Štefana Dečanskega.
- Bizantinska vojska se medtem okoristi z zaposlenostjo in izgubami obeh vojsk ter okupira velik del srbske Makedonije, v Trakiji pa vrši pritisk na Bolgare. 1332 ↔

### Ostalo
- 13. januar - Po smrti nemškega kralja Friderika Lepega[3] iz hiše Habsburžanov se naziv nemškega kralja vrne rimsko-nemškemu cesarju Ludviku IV. Wittelsbaškemu.
- 21. januar - Umrlo grofico Burgundije[4] in Artoisa Ivano II.[5] nasledi hči Ivana III.. Regentstvo prevzame kralj Filip VI.. Glede Artoisa se mu zoperstavi večni dedič in katalizator stoletne vojne beaumontski grof Robert III. Artoiški. 1331 ↔
- februar - Kairo, Sultanat Egipt: politični absurdi francoskega kralja Filipa VI. ne poznajo meja. Tega dne prispe na dvor egiptovskega mameluškega sultana Al-Nasirja Muhamada številčno francosko diplomatsko odposlanstvo, ki zahteva od sultana, da preda francoskemu kralju mesto Jeruzalem in obnovi križarsko Kraljevino Jeruzalem. Sultan An-Nasir jih osramoti in izžene iz Egipta.
- pomlad - Iz škotskega pristanišča Berwick-upon-Tweed odpluje na križarski pohod škotski plemič James Douglas. Spremlja ga še 5 vitezov in 20 slug, s seboj pa tudi nosi diplomatsko pošto angleškega kralja Edvarda III. za kastiljskega kralja Alfonza XI.
- 28. april - Rimsko-nemški cesar Ludvik IV. Wittelsbaški se vrne iz Italije nazaj na Bavarsko. Kot del zaobljube tega dne ustanovi samostan Ettal, ki se nahaja v istoimenski vasici blizu Garmisch-Partenkirchna.
- 3. maj - Umrlega trapezuntskega cesarja Alekseja II. Velikega Komnena nasledi sin Andronik III.
- avgust - Bitka pri Tebi, rekonkvista: kastiljski kralj Alfonz XI. zavzame utrjeno mavrsko mesto Teba v zahodnem delu Granadskega emirata. Odločujoč spopad se v več manjših srditih bitkah odvije zunaj obzidja, ko poskušajo Mavri odrezati Kastiljce od zaledja, kjer se nahaja voda. V enem od teh spopadov pade škotski plemič James Douglas. Njegovi ostanki so skupaj s srcem škotskega kralja Roberta Bruca preneseni nazaj na Škotsko. 1333 ↔
- 25. avgust - Avignon: protipapež Nikolaj V., ki ga je nastavil rimsko-nemški cesar Ludvik IV. Wittelsbaški, se prostovoljno preda papežu Janez XXII. in javno pokesa. Papež prekliče njegovo izobčenje in mu podeli hišni zapor z vsemi ugodnostmi.

- 9. november - Bitka pri Posadi: vojska Kneževine Vlaške pod vodstvom kneza Basaraba I. odločujoče porazi madžarsko invazijsko armado pod vodstvo kralja Karla I., ki je po zmagi nad oligarhi poskušal razširiti oblast do Črnega morja. Poraz je za Karla I. veliko ponižanje, saj se na begu preobleče v civilna oblačila.
- 18. november - Umrlega velikega mojstra vitezov križnikov Wernerja iz Orselna nasledi Luter iz Braunschweiga, 18. veliki mojster po seznamu.
- Po smrti markiza Saluzza Manfreda IV. sledi v tej severno italijanski mestni državici kratka državljanska vojna med sinovoma in polbratoma Friderikom I. (starejši sin) in Manfredom V. (favoriziran sin). 1332 ↔
- Ustanovitev psihiatrične bolnišnice Bethlem Royal Hospital, London.
- Beneški frančiškanski misijonar Odorik iz Pordenoneja se s Kitajske vrne v domovino. V eni od opatij blizu Padove narekuje svoje spomine na desetletno potovanje po Aziji.
- Kastiljski plemič Don Juan Manuel začne s pisanem proznih didaktičnih zgodb o grofu Lucanorju (El Conde Lucanor).
- Maroški popotnik Ibn Batuta pripljuje v živahno trgovsko mestece Mogadiš v Somaliji. Od tam nadaljuje plovbo ob obali še dlje proti jugu, prečka ekvator in se ustavi na otoku Kilwa, prestolnici istoimenskega sultanata, ki je vladal več tisoč kilometerskemu pasu vzhodne afriške obale južno od ekvatorja. Tam sklene počakati na ugodne monsunske vetrove. 1331 ↔

## Rojstva
- 12. maj - Vilijem I., bavarski vojvoda, holandski (V.), hainauški (III.) in zeelandski grof (IV.) († 1389)
- 15. junij - Edvard, Črni Princ, angleški kronski princ, vojskovodja († 1376)
- 4. julij - Ašikaga Jošiakira, japonski šogun († 1367)
- 25. oktober - Ludvik II., flandrijski grof († 1384)

Neznan datum
- Altichiero, italijanski (veronski) slikar († 1390)
- Chang Yuchun, kitajski general († 1369)
- Evfemija Sicilska, regentka, hči Petra II. († 1359)
- Francesc Eiximenis, katalonski pisatelj, enciklopedist, filozof († 1409)
- Giovanni Dondi dell'Orologio, italijanski astronom in urar († 1388)
- John Gower, angleški pesnik († 1408)
- Luo Guanzhong, kitajski pisatelj († 1400)
- Marija Navarska, aragonska kraljica († 1347)
- Marsilij iz Inghena, nizozemski filozof  († 1396)
- Nicolas Flamel, francoski alkimist († 1418)
- Peter Parler, nemški arhitekt († 1399)
- Pietro Fregoso, genovski dož († 1404)
- Prohor Kidon, bizantinski teolog in filozof († 1369)

## Smrti
- 13. januar - Friderik I. Habsburški, avstrijski in štajerski vojvoda, nemški kralj  (* 1289)
- 21. januar - Ivana II., burgundska grofica, francoska kraljica (* 1292)
- 19. marec - Edmund Woodstock, angleški vojskovodja, 1. grof Kent, diplomat (* 1301)
- 3. maj - Aleksej II. Veliki Komnen, trapezuntski cesar (* 1282)
- 30. maj - Knut Porse, danski plemič, vojvoda Hallanda in Estonije
- 12. julij - Izabela Aragonska, nemška kraljica (* 1305)
- 31. julij - Mihael III. Šišman Asen[2], bolgarski car (* 1280)
- 25. avgust - James Douglas, škotski vojskovodja, baron Douglas (* 1286)
- 28. september - Elizabeta Pšemisl, češka kraljica (* 1292)
- 18. november - Werner von Orseln, veliki mojster vitezov križnikov (* 1280)
- 29. november - Roger Mortimer, angleški regent, 1. grof March (* 1287)

Neznan datum
- Džu Šidžje, kitajski matematik (* 1270)
- Giovanni da Carignano, italijanski (genovski) duhovnik, kartograf (* 1250)
- Juda ben Mojzes Romano, italijanski judovski filozof in prevajalec (* 1293)
- Lorenzo Maitani, italijanski (sienski) arhitekt (* 1275)
- Manfred IV., markiz Saluzza
- Maksim Planud, bizantinski humanist, slovničar in teolog (* 1260)
- Pietro Cavallini, italijanski (rimski) slikar, mozaičar (* 1259)